# Marija-Ra

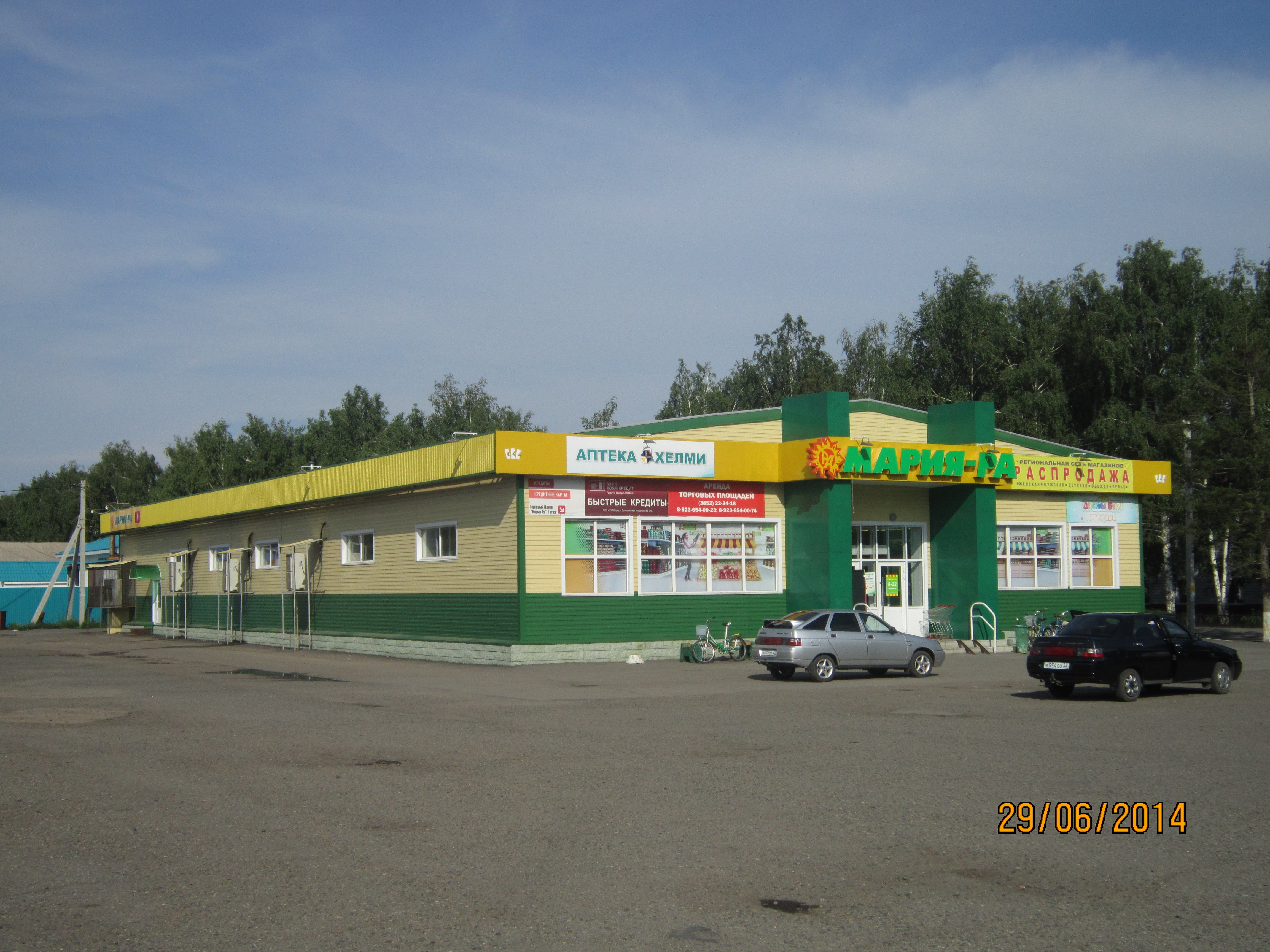
Marija-Ra Filiale in Romanowo (2014)

Marija-Ra (russisch Мария-Ра) ist eine 1993 gegründete russische Supermarktkette, die von der Interfax Siberia Retail K-1 LLC betrieben wird, welche im Besitz der Familie Rakschina ist. Das Unternehmen hat seinen Hauptsitz in Barnaul und betrieb Stand Februar 2024 mehr als 1.300 Filialen in fünf Gebieten Westsibiriens: der Region Altai, der Republik Altai, der Oblast Nowosibirsk, der Oblast Kemerowo und der Oblast Tomsk.

## Geschichte
Das erste Marija-Ra-Geschäft wurde im März 1993 in Barnaul von dem ehemaligen sowjetischen Skilangläufer und Sportlehrer Alexander Rakschin (* 1951) eröffnet und wurde nach Marija Rakschina, der Mutter des Gründers, benannt. Das Sortiment bestand zunächst aus Gemüse und Obst, wurde aber ab 1998 zum Vollsortimenter.
Anfang 2000 verfügte das Unternehmen bereits über 20 Geschäfte in Barnaul und den Vororten. Den ersten Selbstbedienungsladen eröffnete das Unternehmen im Februar 2002. In der Folge eröffnete Marija-Ra ausschließlich Supermärkte. Im November 2002 expandierte die Kette über die Grenzen Barnauls und begann mit dem Bau des Supermarkts in Rubzowsk mit einer Fläche von 8000 m². Seit 2005 wurden auch in anderen Städten der Region Altai sowie in den Nachbarregionen Geschäfte eröffnet. Nach den Umsätzen von 2009 wurde Marija-Ra in die Rangliste der größten russischen Einzelhändler aufgenommen und belegte Platz 28.
Im Forbes-Ranking der größten nicht börsennotierten Unternehmen Russlands von 2012 belegte das Unternehmen Platz 81. Der Umsatz des Unternehmens belief sich 2012 auf 40,8 Milliarden Rubel. Im Jahr 2013 zählte Marija-Ra 570 Filialen und beschäftigte 16.000 Mitarbeiter. Der Unternehmenswert lag, laut Forbes bei 600 Millionen US-Dollar. 2016 schätze Forbes den Unternehmenswert nur noch auf 300 Millionen US-Dollar. Grund hierfür waren, trotz Umsatzwachstum, Verluste auf dem Aktienmarkt, so der Unternehmensgründer in einem Interview mit Forbes. Im Jahr 2018 lag der Umsatz bei 97 Milliarden Rubel bei einem Gewinn von rund 2,4 Milliarden Rubel, was das Unternehmen zum 149. größtem Unternehmen machte. In diesem Jahr wuchs die Anzahl an Filialen in der Region Nowosibirsk auf über 200.
Im Jahr 2021 wurde in Kemerowo das zweite Vertriebszentrum des Unternehmens mit einer Fläche von 28.000 m² eröffnet. Es entstanden hier 1.000 Arbeitsplätze. In diesem Jahr lag das Unternehmen auf Rang 105 der größten russischen Unternehmen. Der Umsatz des Unternehmens belief sich im Jahr 2022 auf 115,7 Milliarden Rubel; über 10 Jahre wuchs er um 74,9 Milliarden Rubel. Damit lagen sie auf Rang 15 der größten Einzelhändler in Russland. Mit einer Gesamtsumme von 12,4 Milliarden Rubel war der Konzern auch der größte Steuerzahler der Region Altai im Jahr 2022. Zum 30-jährigen Bestehen im März 2023 umfasste Marija-Ra 1278 Filialen an 268 Standorten mit 23.000 Mitarbeitern. Sie waren damit auf Rang 15 der Einzelhändler in Russland. Bis Mitte 2023 war das Unternehmen, in Bezug auf Umsatz und Verkaufsfläche, der größte Einzelhändler in Sibirien, wurde zu diesem Zeitpunkt aber von X5 und Magnit überflügelt. Mit Stand 1. Februar 2024 zählte die Handelskette Marija-Ra 1316 Geschäfte an 275 Standorten. In den Geschäften der Kette werden täglich mehr als eine Million Kunden bedient. Das größte Geschäft der Kette befindet sich im Einkaufszentrum Ogni in Barnaul.
Die Holding der Marija-Ru-Supermärkte, Interfax Siberia Retail K-1 LLC, ist jeweils zu 25 % in Besitz von Unternehmensgründer Alexander Rakschin, Rakschins Frau Galina, sowie Tochter Alla und Sohn Jewgeni.

## Tochterunternehmen
Mit First gehört eine Gesellschaft für Gewerbeimmobilien zu der Unternehmensgruppe. Zu dem Portfolio gehören vier Bürokomplexe in Moskau mit einer Gesamtfläche von rund 50.000 Quadratmetern, sowie ein Bürokomplex in Sankt Petersburg. Im November 2023 wurde das Moskauer Einkaufszentrum Salaris zu einem Preis von 24-26 Milliarden Rubel erworben.